# Hordeoni Flac
Hordeoni Flac (en llatí Hordeonius Flaccus) va ser un militar romà que era llegat consular a l'exèrcit de la Germània Superior en el moment de la mort de Neró l'any 68.
Era ja gran i havia perdut autoritat dind de l'exèrcit, i el dia 1 de gener del 69 els soldats van renunciar a seguir fidels a Galba. Flac no va tenir el coratge d'oposar-s'hi tot i que no compartia aquesta decisió. Vitel·li el va deixar amb el comandament a la riba esquerra del Rin quan va marxar a Itàlia i va demorar la sortida de les tropes en part per temor a una revolta dels bataus i en part perquè era favorable a Vespasià. Fins i tot va demanar ajut a Civilis, que es presentava com a aliat de Vespasià, proposant-li que simulés una rebel·lió.
Quan els bataus es van revoltar obertament va enviar contra ells al legat Mummi Luperc que va ser derrotat. La seva manca d'habilitat va provocar el motí dels soldats que el van obligar a renunciar el comandament en Dil·li Vòcula. En un nou motí, en absència de Vòcula, Herenni Gal va acusar Flac de traïció, i sembla que va arribar a ser empresonat pels soldats però després va ser alliberat per Vòcula.
Encara conservà alguna influència a l'exèrcit i després de la batalla de Cremona va poder convèncer els soldats de declarar-se a favor de Vespasià. Van arribar dues noves legions que van exigir el donatiu que sabien que havia fet Vespasià i Hordeoni els va donar, i els diners van córrer en menjar i beure. Alguns soldats borratxos, recordant la seva disputa amb Hordeoni, el van matar aquella mateixa nit.